# Як-1

Проекции истребителя Як-1.

Як-1 — советский одномоторный самолёт-истребитель Второй мировой войны. Первый боевой самолёт, разработанный заводом № 115 под управлением Александра Сергеевича Яковлева как опытный истребитель И-26 (ранее КБ занимались спортивными и учебными самолётами). Производился с 1940 по 1944 год. К 22 июня 1941 года было выпущено 425 самолётов; всего было построено 8734 самолёта всех модификаций.
На Як-1 вступил в войну полк «Нормандия-Неман». На этом истребителе также воевал женский истребительный авиаполк РККА.

## История
Новый самолёт был создан на базе спортивной модели Я-7 и совершил первый полёт в январе 1940 года . Второй полёт закончился катастрофой — погиб пилот, самолёт был уничтожен. Причиной катастрофы являлся производственный дефект. Несмотря на аварию, ещё до завершения государственных испытаний было принято решение о запуске самолёта в серийное производство под маркой Як-1.

## Конструкция[2]
Як-1 — одноместный фронтовой истребитель, одномоторный свободнонесущий моноплан с низким расположением крыла и убирающимся в полёте шасси с хвостовой опорой.
Конструкция истребителя смешанная.
Фюзеляж — ферма, сваренная из стальных хромансилевых труб с внутренними перекрёстными расчалками, составляющая единое целое с моторамой. Основные элементы каркаса это четыре лонжерона, скрепленные десятком рам. Кабина пилота располагалась между двумя первыми рамами. На этих же рамах были установлены узлы крепления крыльев, а каркас фонаря был при помощи сварки соединен с верхним лонжероном. Сверху и снизу за кабиной каркас был опрофилирован фанерными гаргротами для придания ему обтекаемой формы. Обшивка носовой части дюралевая, хвостовой — полотняная. Кабина пилота закрывалась фонарем из плексигласа.
Крыло — площадью 17,15 м² деревянное, без разъёмов, оклеенное полотном. Крылья трапециевидные в плане с закругленными концами. Силовой каркас крыла состоял из двух лонжеронов и набора нервюр со стрингерами. Оба лонжерона деревянные коробчатого сечения. Обшивка крыла — бакелитовая фанера и полотно. Элероны двухсекционные подвешивались к заднему лонжерону крыла. Щитки дюралевые, крепились к крылу на шомполах. Из дюралюминия выполнялись только каркасы рулей и элеронов (обшивка — полотно), съёмные капоты двигателя, тоннель водорадиатора, зализы крыла и оперения, крышки люков, посадочные щитки, а также щитки, закрывающие стойки шасси в убранном положении.
Хвостовое оперение — смешанной конструкции, свободнонесущее. Стабилизатор и киль трапециевидной формы в плане с закругленными концами. Киль съемный. Киль и стабилизатор двухлонжеронные, деревянные. Обшивка бакелитовая фанера, толщиной 2,0 — 3,0 мм, носки выклеены из шпона. Рули высоты и направления дюралевые, клёпанные, обшитые полотном.
Шасси — одностоечное, убирающееся, трёхопорное с хвостовой опорой. Шасси оборудовалось масляно-воздушной амортизацией и воздушными колодочными тормозами. Шасси убиралось с помощью пневматической системы. Хвостовая опора неубирающаяся, самоориентирующаяся с масляно-воздушной амортизацией. В зимнее время колёсное шасси заменялось лыжами.
Вооружение — одна 20-мм пушка ШВАК для стрельбы через ось редуктора двигателя и два пулемёта ШКАС. Пушка устанавливалась в развале мотора и стреляла через полый вал винта и втулку редуктора. Пулемёты устанавливались выше двигателя, по бокам фюзеляжа. Пулемёт и пушка перезаряжались с помощью пневматического привода и вручную. Боекомплект пулемёта состоял из бронебойно-зажигательных, разрывных, трассирующих и пристрелочных патронов (всего 1500 патронов). Боекомплект пушки состоял из осколочно-зажигательных и бронебойно-зажигательных снарядов (всего 130 снарядов).
Силовая установка — поршневой V-образный 12-цилиндровый двигатель жидкостного охлаждения М-105П максимальной мощностью 1100 л. с с трёхлопастным винтом изменяемого шага. Запуск двигателя производился сжатым воздухом. Топливная система — четыре бака общей емкостью 408 литров, размещенные в крыльях самолёта. Подача топлива в карбюратор производилась принудительно от бензонасоса. Маслорадиатор находился в тоннеле под двигателем, а радиатор охлаждения двигателя под кабиной летчика.

## Варианты

### Серийные модификации

#### Як-1Б
иБ — неофициальное обозначение. Начиная с октября 1942 года, все Як-1 производились по этому стандарту только на авиационном заводе в Саратове. Двигатель М-105ПА был заменён на значительно более мощный форсированный двигатель М-105ПФ (1180 л. с. на высоте 3000 м), был установлен новый фонарь с заниженным гаргротом, а для защиты головы лётчика — переднее бронестекло и козырёк из прозрачной брони. Кроме того, были установлены новая ручка управления и убираемое хвостовое колесо, а два 7,62-мм пулемёта ШКАС были заменены на один 12,7-мм пулемёт УБС.

#### Як-1М
Первый экземпляр Як-1М («москит») с мотором М-105ПФ, построенный 15 февраля 1943 года, отличался от серийного Як-1 прежде всего новым крылом меньшего размаха (9,2 м) и меньшей площади (14,83 м2). Применение металлических лонжеронов крыла, установка вместо четырёх бензобаков двух в крыле и одного, расходного, в фюзеляже и, таким образом, уменьшение запаса топлива, уменьшение площади хвостового оперения и другие конструктивные мероприятия уменьшили полётный вес на 230 кг. Улучшение внешних форм и туннеля водорадиатора (он стал более утопленным в фюзеляж, в связи с чем в стандартную форму Як-1 в районе третьей рамы пришлось внести изменения для его крепления), перенос маслорадиатора в центральную часть крыла, использование индивидуальных для каждого цилиндра мотора реактивных выхлопных патрубков способствовали уменьшению аэродинамического сопротивления и увеличению максимальной скорости.
Самолёт Як-1М с мотором М-105ПФ2 конструктивно сильно отличался от первого прототипа и представлял собой, по сути, Як-3.

## Производство
Производство Як-1 (по данным заводов)
| Заводы          | 1940 | 1941 | 1942 | 1943 | 1944 | Всего |
| --------------- | ---- | ---- | ---- | ---- | ---- | ----- |
| № 47 (Чкалов)   |      |      | 2    |      |      | 2     |
| № 292 (Саратов) | 16   | 1212 | 3474 | 2720 | 1128 | 8550  |
| № 301 (Химки)   | 48   | 121  |      |      |      | 169   |
| Всего           | 64   | 1333 | 3476 | 2720 | 1128 | 8721  |

| Производитель   | 1  | 2  | 3  | 4  | 5  | 6   | 7   | 8   | 9   | 10  | 11  | 12  | Всего |
| --------------- | -- | -- | -- | -- | -- | --- | --- | --- | --- | --- | --- | --- | ----- |
| № 292 (Саратов) | 15 | 21 | 40 | 66 | 75 | 101 | 135 | 150 | 168 | 185 | 104 | 152 | 1212  |
| № 301 (Химки)   | 25 | 26 | 18 |    |    |     |     |     | 31  | 21  |     |     | 121   |
| Всего           | 40 | 47 | 58 | 66 | 75 | 101 | 135 | 150 | 199 | 206 | 104 | 152 | 1333  |

## Лётно-технические характеристики
| Параметр / Модификация                | Як-1                                           |
| ------------------------------------- | ---------------------------------------------- |
| Экипаж, чел.                          | 1                                              |
| Геометрия                             |                                                |
| Длина, м                              | 8.48                                           |
| Размах крыла, м                       | 10.00                                          |
| Площадь крыла, м2                     | 17.15                                          |
| Масса                                 |                                                |
| Масса пустого, кг                     | 2445                                           |
| Масса нормальная взлётная, кг         | 2950                                           |
| Силовая установка                     |                                                |
| Мощность номинальная, л. с.           | 1020                                           |
| Мощность взлётная, л. с.              | 1100                                           |
| Лётные данные                         |                                                |
| Максимальная скорость у земли, км/ч   | 472                                            |
| Максимальная скорость на высоте, км/ч | 560                                            |
| Практическая дальность, км            | 650                                            |
| Максимальная скороподъёмность, м/мин  | 877                                            |
| Практический потолок, м               | 10000                                          |
| Вооружение                            |                                                |
| Стрелково-пушечное                    | 1 × 20-мм пушка ШВАК 2 × 7,62-мм пулемёта ШКАС |

## Лётчики, сражавшиеся на Як-1
Почти все пилоты — Герои Советского Союза.
- Альбер, Марсель («Нормандия — Неман»)
- Архипенко, Фёдор Фёдорович
- Амет-Хан, Султан
- Баклан, Андрей Яковлевич
- Балюк, Иван Фёдорович
- Баранов, Михаил Дмитриевич
- Башкиров, Вячеслав Филиппович
- Богданов, Василий Алексеевич
- Глазов, Николай Елизарович
- Глинка, Дмитрий Борисович
- Головачёв, Павел Яковлевич
- Гугнин, Николай Павлович
- Гудков, Дмитрий Васильевич
- Гулаев, Николай Дмитриевич
- Девятаев, Михаил Петрович
- Довгий, Иван Иванович
- Дранищев, Евгений Петрович
- Ерёмин, Борис Николаевич
- Каравай, Павел Петрович
- Карданов, Кубати Локманович
- Карпов, Александр Терентьевич
- Катрич, Алексей Николаевич
- Ковачевич, Аркадий Фёдорович
- Ковзан, Борис Иванович
- Колдунов, Александр Иванович
- Константинов, Борис Михайлович
- Кулагин, Андрей Михайлович
- Кулькина Мария Иванова
- Лавриненков, Владимир Дмитриевич
- Леоничев, Иван Иванович
- Литвяк, Лидия Владимировна
- Луганский, Сергей Данилович
- Максимов, Александр Ефимович
- Маресьев, Алексей Петрович
- Мотуз, Иван Фомич
- Муравьёв, Павел Игнатьевич
- Нагрев, Минигариф
- Полушин Павел Федорович
- Покрышкин, Александр Иванович
- Савицкий, Евгений Яковлевич
- Сахаров, Павел Иванович
- Сержантов, Иван Яковлевич
- Серов, Михаил Григорьевич
- Ситковский, Александр Николаевич
- Фаткулин, Фарит Мухаметзянович
- Фёдоров, Иван Васильевич
- Химич, Фёдор Васильевич
- Химушин, Николай Фёдорович
- Чирков, Андрей Васильевич
- Шавурин Пётр Иванович
- Шестаков, Лев Львович
- Якименко, Антон Дмитриевич

## В компьютерных играх
Як-1 имеется в серии авиасимуляторов Ил-2 Штурмовик, а также в War Thunder и Enlisted.